# انریکه گالان
انریکه گالان (انگلیسی: Enrique Galán؛ زادهٔ ۶ آوریل ۱۹۴۶) بازیکن فوتبال اهل اسپانیا است.
از باشگاه‌هایی که در آن بازی کرده‌است می‌توان به باشگاه فوتبال رئال اویدو اشاره کرد.
وی همچنین در تیم ملی فوتبال اسپانیا بازی کرده‌است.